# Rubén Suárez Estrada
Rubén Suárez Estrada (Gijón, 19 febbraio 1979) è un ex calciatore spagnolo, attaccante.

## Biografia
È figlio di "Cundi" Suárez, difensore simbolo dello Sporting Gijón degli anni '70 e '80, il quale disputò alcune partite anche con la Nazionale.

## Palmarès
- Campionato mondiale Under-20: 1

Nigeria 1999